# Felbertaurský tunel
Felbertaurský tunel (německy Felbertauerntunnel) je silniční tunel na rakouské silnici B108 Lienz – Mittersill (Felbertauern Straße – Felbertaurská silnice) pod Felbertaurským průsmykem (Felber Tauern) ve Vysokých Taurách na hranici spolkových zemí Salcbursko a Tyrolsko (část Východní Tyrolsko). Se svojí délkou 5,3 kilometru je 11. nejdelším rakouským tunelem. Mýtné za průjezd tunelem činí 13,00 €.
Tunel je významnou spojnicí mezi západním a jižním Rakouskem a výrazně zkracuje vnitrostátní spojení Tyrolska s jeho exklávou Východním Tyrolskem. Překonává hlavní hřeben Alp, nejbližší další silniční přechody přes něj se nacházejí asi 70 km na obě strany.

## Historie
Stavba celé Felbertaurské silnice byla započata v roce 1962 společností Felbertauernstraße AG, která silnici i s tunelem stále provozuje. K průrazu tunelu došlo v roce 1964. Silnice s tunelem byla otevřena v roce 1967.

## Stavba
Tunel se nachází v poměrně vysoké nadmořské výšce, severní portál leží ve výšce 1607 m n. m. a jižní v 1632 m n. m.